# Архипов, Василий Степанович
Васи́лий Степа́нович Архи́пов (26 марта 1920, Княжна, Казанская губерния — 30 декабря 1941, Юхновский район, Смоленская область) — Герой Советского Союза (12.04.1942), участник советско-финской и Великой Отечественной войн, в годы Великой Отечественной войны — командир пулемётного расчёта кавалерийского эскадрона 160-го гвардейского кавалерийского полка 1-й гвардейской кавалерийской дивизии 1-го гвардейского кавалерийского корпуса Западного фронта, гвардии младший сержант.

## Биография
Родился 26 марта 1920 года в деревне Княжна, ныне Данилово Семёновского территориального управления городского округа «Город Йошкар-Ола» в крестьянской семье. Русский.
Окончил Йошкар-Олинское педагогическое училище. Учился в Марийском государственном педагогическом институте города Йошкар-Олы, но в 1939 году был призван в Красную армию.
Участник советско-финской войны 1939—1940 годов. В Великой Отечественной войне с сентября 1941 года. Служил пулемётчиком 131-го кавалерийского полка 5-й кавалерийской дивизии, которая обороняла Москву и с 26 ноября 1941 года стала гвардейской.
Командир пулемётного расчёта кавалерийского эскадрона 160-го гвардейского кавалерийского полка (1-я гвардейская кавалерийская дивизия, 1-й гвардейский кавалерийский корпус, Западный фронт) гвардии младший сержант Василий Архипов 30 декабря 1941 года у деревни Ямны Юхновского района Смоленской (ныне Калужской) области прикрывал левый фланг своего подразделения.
При отражении контратаки противника гвардии младший сержант Архипов В. С. уничтожил несколько десятков гитлеровцев. Будучи окружённым врагами, предпочёл смерть плену.
Указом Президиума Верховного Совета СССР «О присвоении звания Героя Советского Союза начальствующему и рядовому составу Красной Армии» от 12 апреля 1942 года за «образцовое выполнение боевых заданий командования и проявленные при этом отвагу и геройство» удостоен посмертно звания Героя Советского Союза.
Похоронен в городе Сычёвка Смоленской области.

## Награды
- Медаль «Золотая Звезда» Героя Советского Союза
- Орден Ленина

## Память
- Именем Героя Советского Союза В. С. Архипова названы Семёновская средняя школа[2], улицы Йошкар-Олы и Семёновки.
- 30 декабря 2019 года, в День памяти Героя, на Аллее Победы с. Семёновка Марий Эл торжественно открыли бюст Василия Архипова (автор — скульптор В. Карпеев)[3].
- На здании Марийского педагогического института имени Н. К. Крупской установлена мемориальная доска.
- Личности и подвигу В. С. Архипова посвящена поэма первого народного поэта из мари М. Казакова «Пулемётчик Архипов» (1942) в переводе М. Матусовского.